# I guds navn
I guds navn er en dokumentarfilm instrueret af Jacob Jørgensen efter eget manuskript.